# Jan Szlachta
Jan Szlachta (ur. 6 listopada 1940 w Sierszy, zm. 21 maja 1993 w Szczecinie) – polski polityk i inżynier, w latach 1986–1987 minister górnictwa i energetyki, poseł na Sejm X kadencji.

## Życiorys
Syn Jana i Stanisławy. Z wykształcenia magister inżynier górnictwa. W 1963 ukończył studia na Akademii Górniczo-Hutniczej. W tym samym roku został zatrudniony w Kopalni Węgla Kamiennego „Wujek” w Katowicach, w latach 1965–1975 pracował w kopalni „Makoszowy”, gdzie był naczelnym inżynierem. Od 1975 do 1982 był kierownikiem kopalni „Knurów”, a w okresie 1982–1986 dyrektorem naczelnym Zabrzańskiego Gwarectwa Węglowego. Był dyrektorem generalnym Wspólnoty Węgla Kamiennego oraz autorem projektów racjonalizatorskich i patentów dotyczących sprzętu górniczego. Działał w Stowarzyszeniu Inżynierów i Techników Górnictwa, był członkiem prezydium zarządu głównego. Sprawował funkcję prezesa śląskiego oddziału Towarzystwa Wspierania Inicjatyw Gospodarczych.
W 1962 wstąpił do Polskiej Zjednoczonej Partii Robotniczej. W maju 1986 został powołany na stanowisko podsekretarza stanu w Ministerstwie Górnictwa i Energetyki. W latach 1986–1987 pełnił funkcję ministra górnictwa i energetyki w rządzie Zbigniewa Messnera, od listopada 1987 do stycznia 1990 ponownie pełnił funkcję podsekretarza stanu. W 1989 uzyskał mandat posła na Sejm kontraktowy z okręgu gliwickiego. Na koniec kadencji należał do Parlamentarnego Klubu Lewicy Demokratycznej, pracował w Komisji Stosunków Gospodarczych z Zagranicą i Gospodarki Morskiej. W latach 1983–1984 był prezesem klubu piłkarskiego Górnik Zabrze.
Zginął w 1993 w wypadku drogowym.

## Odznaczenia
- Order Sztandaru Pracy I klasy (1988)
- Krzyż Kawalerski Orderu Odrodzenia Polski (1979)
- Złoty Medal „Za Zasługi w Umacnianiu Przyjaźni PRL-ZSRR” (1987)[3]